# Controverse sur la biopsychiatrie
La controverse sur la biopsychiatrie porte sur la question de savoir quel point de vue devrait dominer et servir de fondement à la théorie et à la pratique psychiatriques. Ce débat remet en cause une approche perçue comme exclusivement biologique de la psychiatrie. Parmi les critiques figurent des groupes variés, allant du mouvement de l'antipsychiatrie à certains universitaires.

## Aperçu de l’opposition à la biopsychiatrie
La psychiatrie biologique, ou biopsychiatrie, cherche à comprendre les causes des troubles mentaux et à développer des interventions thérapeutiques principalement axées sur des approches somatiques[pas clair].
Alvin Pam a critiqué cette perspective, la décrivant comme une « vision du monde rigide, unidimensionnelle et mécaniste ». Selon lui, les recherches psychiatriques se sont ainsi principalement concentrées sur l'identification de facteurs génétiques ou neurophysiologiques anormaux supposés causer la déviance sociale. Pam estime que cette approche, qui consiste à « blâmer le corps » et privilégie souvent les traitements médicamenteux pour la détresse mentale, détourne l'attention des dynamiques familiales problématiques vers de supposés déséquilibres biochimiques.

## Questions de recherche

### État de la recherche biopsychiatrique en 2003
La recherche biopsychiatrique a révélé des anomalies reproductibles dans la structure et le fonctionnement du cerveau, ainsi qu'une importante composante génétique pour plusieurs troubles psychiatriques, bien que cette dernière semble davantage corrélative que causale. Elle a également contribué à mieux comprendre les mécanismes d'action de certains médicaments efficaces pour traiter ces troubles. Pourtant, ils[Qui ?] reconnaissent eux-mêmes que cette recherche n’a pas encore atteint un stade permettant d’identifier des biomarqueurs précis pour ces troubles.
 

« La recherche a montré que des troubles neurobiologiques graves tels que la schizophrénie révèlent des anomalies reproductibles de la structure cérébrale (comme l'élargissement ventriculaire) et de la fonction. Il existe des preuves convaincantes que des troubles tels que la schizophrénie, le trouble bipolaire et l'autisme, pour n'en nommer que quelques-uns, ont une composante génétique forte. Cependant, les sciences du cerveau n'ont pas encore progressé au point où les scientifiques ou les cliniciens peuvent identifier des lésions pathologiques ou des anomalies génétiques facilement discernables qui, à elles seules, servent de biomarqueurs fiables ou prédictifs d'un trouble mental particulier ou des troubles mentaux en général. En fin de compte, aucune lésion anatomique évidente, comme une tumeur, ne sera peut-être jamais trouvée ; plutôt, les troubles mentaux seront probablement prouvés comme des troubles de la communication intercellulaire ou de la perturbation des circuits neuronaux. La recherche a déjà élucidé certains des mécanismes d'action des médicaments efficaces pour la dépression, la schizophrénie, l'anxiété, le trouble de l'attention et les troubles cognitifs tels que la maladie d'Alzheimer. Ces médicaments exercent clairement une influence sur des neurotransmetteurs spécifiques, des substances chimiques naturellement présentes dans le cerveau qui affectent ou régulent la communication entre les neurones dans les régions du cerveau qui contrôlent l'humeur, le raisonnement complexe, l'anxiété et la cognition. En 1970, le prix Nobel a été attribué à Julius Axelrod, Ph.D., du National Institute of Mental Health, pour sa découverte de la manière dont les médicaments antidépresseurs régulent la disponibilité des neurotransmetteurs tels que la noradrénaline dans les synapses, ou espaces, entre les cellules nerveuses. »

— American Psychiatric association, Déclaration sur le diagnostic et le traitement des troubles mentaux

### Facteurs génétiques
Les chercheurs estiment que la plupart des troubles psychiatriques et des addictions les plus courants pourraient découler d’un nombre limité de dimensions de risque génétique. Des études ont également révélé des associations significatives entre certaines régions spécifiques du génome et ces troubles,. Cependant, à ce jour[Quand ?], seules quelques lésions d'origine génétique ont été démontrées comme étant mécaniquement responsables de troubles psychiatriques,. Par exemple, une découverte rapporte que chez les personnes diagnostiquées avec la schizophrénie, ainsi que chez leurs proches souffrant de maladies psychiatriques chroniques, le gène responsable de la phosphodiestérase 4B (PDE4B) est affecté par une translocation équilibrée.
Le manque relatif de compréhension vis à vis des méchanismes génétiques s'explique par le fait que les relations entre les gènes et les états mentaux considérés comme anormaux sont extrêmement complexes, impliquent des facteurs environnementaux significatifs et peuvent être influencées de diverses manières, telles que la personnalité, le tempérament ou les événements de la vie. Ainsi, bien que les études sur les jumeaux et d'autres recherches indiquent que la personnalité est en partie héréditaire, identifier la base génétique de traits de personnalité ou de tempérament spécifiques, ainsi que leurs liens avec les problèmes de santé mentale, est « tout aussi difficile que de trouver les gènes associés à d'autres troubles complexes ». Theodore Lidz et The Gene Illusion, soutiennent que les biopsychiatres utilisent la terminologie génétique d’une manière non scientifique pour renforcer leur approche. Joseph affirme que les biopsychiatres accordent une attention disproportionnée à la compréhension de la génétique des personnes ayant des problèmes de santé mentale, négligeant ainsi la nécessité de traiter les difficultés de vie dans des environnements familiaux ou sociaux particulièrement abusifs.

### Facteurs biochimiques
L’hypothèse du déséquilibre chimique postule qu’un déséquilibre dans les substances chimiques du cerveau est la principale cause des troubles psychiatriques, et que ces troubles peuvent être traités par des médicaments visant à rétablir cet équilibre. Selon cette hypothèse, les émotions dans un spectre « normal » sont le reflet d’un équilibre adéquat des neurotransmetteurs, tandis que les émotions extrêmes, suffisamment graves pour perturber le fonctionnement quotidien (comme dans la schizophrénie), témoignent d’un déséquilibre majeur. L’objectif de l’intervention psychiatrique est donc de restaurer l’homéostasie (par le biais de traitements psychopharmacologiques) existant avant l’apparition de la maladie.
Ce cadre conceptuel a été largement débattu au sein de la communauté scientifique, bien qu'aucune autre hypothèse clairement plus convaincante n'ait émergé. Récemment, l’approche biopsychosociale de la maladie mentale s’est révélée être la théorie la plus complète et la plus pertinente pour appréhender les troubles psychiatriques. Cependant, il reste encore beaucoup à explorer dans ce domaine de recherche. Par exemple, bien que des progrès considérables aient été réalisés dans la compréhension de certains troubles psychiatriques, comme la schizophrénie, d’autres, comme le trouble dépressif majeur, fonctionnent via de multiples neurotransmetteurs différents et interagissent dans un ensemble complexe de systèmes qui ne sont pas (encore) complètement compris.

### Réductionnisme
Dans ses ouvrages intitulés Humanizing Madness et Humanizing Psychiatry, Niall McLaren souligne que le principal problème de la psychiatrie réside dans l'absence d'un modèle unifié de l'esprit, ce qui la maintient enfermée dans un paradigme réductionniste biologique. Les raisons de cette orientation biologique sont compréhensibles, car le réductionnisme a montré son efficacité dans d’autres domaines de la science et de la médecine. Toutefois, bien que le réductionnisme soit utile pour expliquer les composants les plus élémentaires du cerveau, il ne permet pas de comprendre l'esprit, qui, selon McLaren, est à l'origine de la plupart des psychopathologies. À titre d'exemple, chaque élément d'un ordinateur peut être expliqué scientifiquement jusqu'à l'atome, mais cela ne révèle pas le programme qui gouverne ce matériel. McLaren soutient également que l’adoption généralisée du paradigme réductionniste empêche l’autocritique, menant à une « suffisance » qui freine le progrès scientifique. Il a proposé son propre modèle dualiste naturel de l'esprit, le modèle biocognitif, qui s'appuie sur les théories de David Chalmers et d'Alan Turing et ne tombe pas dans le « piège dualiste » du spiritualisme.

## Influences économiques sur la pratique psychiatrique
Le Dr Steven S. Sharfstein, président de l'American Psychiatric Association, a affirmé que lorsque les intérêts lucratifs des entreprises pharmaceutiques s'alignent avec le bien-être humain, les résultats sont bénéfiques pour tous : « Les entreprises pharmaceutiques ont développé et mis sur le marché des médicaments qui ont transformé la vie de millions de patients psychiatriques. L'efficacité prouvée des antidépresseurs, des stabilisateurs de l'humeur et des antipsychotiques a contribué à sensibiliser le public à la réalité des maladies mentales et lui a montré que le traitement fonctionne »[réf. nécessaire]. Ainsi, Big Pharma a joué un rôle dans la réduction de la stigmatisation liée au traitement psychiatrique et aux psychiatres. » Toutefois, Sharfstein a reconnu que les objectifs des médecins traitants, qui fournissent des soins directs aux patients, peuvent différer de ceux de l'industrie pharmaceutique et des fabricants de dispositifs médicaux. Les conflits découlant de cette divergence soulèvent des préoccupations légitimes, notamment :
- un « système de santé défaillant » qui permet à « de nombreux patients de se voir prescrire des médicaments inappropriés ou des médicaments dont ils n’ont pas besoin » ;
- « des opportunités de formation médicale sponsorisées par des sociétés pharmaceutiques [qui] sont souvent biaisées en faveur d’un produit ou d’un autre »;
- « un marketing direct auprès des consommateurs [qui] conduit également à une demande accrue de médicaments et gonfle les attentes quant aux avantages des médicaments » ;
- « Les sociétés pharmaceutiques payent des médecins pour permettre à leurs représentants d'assister à des séances avec des patients afin d'en savoir plus sur les soins à apporter aux patients. »

Cependant, Sharfstein a reconnu que sans le développement et la production de médicaments modernes par les entreprises pharmaceutiques, presque toutes les spécialités médicales disposeraient de peu (voire aucun) traitement pour les patients qu'elles prennent en charge

### L'influence de l'industrie pharmaceutique sur la psychiatrie
Des études ont démontré que le marketing promotionnel des entreprises pharmaceutiques et d'autres sociétés peut influencer les décisions des médecins. Les fabricants de produits pharmaceutiques (ainsi que d'autres défenseurs) soutiennent que, dans le monde moderne, les médecins n'ont tout simplement pas le temps de mettre à jour en permanence leurs connaissances sur les dernières recherches. En fournissant du matériel pédagogique aux médecins et aux patients, ils estiment offrir une perspective éducative. Selon eux, il appartient à chaque médecin de décider quel traitement est le meilleur pour ses patients. Les industries pharmaceutiques organisent des activités éducatives qui sont devenues un fondement des réformes légales et industrielles concernant les cadeaux aux médecins, l'influence sur l'enseignement médical supérieur, la divulgation des conflits d'intérêts par les médecins, ainsi que d'autres activités promotionnelles.
Dans une étude sur l'impact des publicités sur les ventes d'antidépresseurs, des preuves ont montré que les patients et les médecins peuvent être influencés par les publicités médiatiques, ce qui peut entraîner une augmentation de la prescription de certains médicaments par rapport à d'autres.

### Général
- Antipsychiatrie – Un mouvement critiquant la psychiatrie dans une perspective de droits humains.
- Recherche sur les troubles bipolaires – analyse biopsychiatrique de la cause des troubles bipolaires.
- Causes de la schizophrénie

### Des groupes critiques à l’égard du paradigme biomédical
- Mindfreedom – Un groupe qui prône le « choix » en matière de produits psychopharmaceutiques.
- ICSPP (Centre international d'études de psychiatrie et de psychologie)
- ISPS (Société Internationale pour les Approches Psychologiques et Sociales des Psychoses)
- CEP (Conseil pour la psychiatrie fondée sur les preuves)

### Critiques des psychologues et du corps médical
1. (en) L'APA s'oppose à la tentative de limiter l'accès aux médicaments psychoactifs (APA Fights Attempt to Limit Access to Psychoactive Drugs), a déclaré la présidente de l'American Psychiatric Association, Michelle Riba, MD, MS
2. (en) Contre la psychiatrie biologique (Against Biologic Psychiatry) - un article du Dr David Kaiser dans Psychiatric Times (1996, Vol. XIII, numéro 12).
3. (en) Défier l’état thérapeutique (Challenging the Therapeutic State) – numéro spécial du Journal of Mind and Behavior (1990, Vol.11:3).
4. (en) Lettre de démission de l’American Psychiatric Association (Letter of Resignation from the American Psychiatric Association) du Dr Loren R. Mosher, ancien chef des études sur la schizophrénie à l’Institut national de la santé mentale.
5. (en) Mémorandum du Critical Psychiatry Network au Parlement du Royaume-Uni (Memorandum from the Critical Psychiatry Network to the United Kingdom Parliament) – Témoignage écrit devant le Comité spécial de la Chambre des communes sur la santé, avril 2005.

### Questions méthodologiques
1. (en) Des limites de la localisation des processus cognitifs dans le cerveau (On the Limits of Localization of Cognitive Processes in the Brain) – un essai de William R. Uttal, professeur émérite de psychologie à l’Université du Michigan, basé sur son livre The New Phrenology (MIT Press, 2001).